# Гръцки малък тритон
Гръцките малки тритони (Lissotriton graecus) са вид дребни земноводни от семейство Саламандрови (Salamandridae).
Разпространени са в югозападната част на Балканския полуостров, от Пелопонес до южна Далмация и Санданско-Петричката котловина.
Описани са за пръв път от Вили Волтерщорф през 1906 година като подвид на малкия гребенест тритон (L. vulgaris). Съвременните генетични изследвания показват, че малките тритони са видов комплекс от няколко самостоятелни еволюционни линии и днес гръцките малки тритони се приемат за самостоятелен вид, най-близък генетично до L. kosswigi от Мала Азия.
Видът се отличава от другите видове в комплекса главно по вторичните полови белези на мъжките в размножителния период. Гръбният им гребен е висок под 1 милиметър и има гладки ръбове, коремът има множество малки петна, но долната страна на опашката обикновено е едноцветна, добре развитите дорсо-латерални гънки придават на тялото четвъртит вид, а ципите на пръстите на задните крака са по-добре развити.